# Station Clock House
Clock House is een spoorwegstation van National Rail in Beckenham (Bromley) in het zuidoosten van Groot-Londen, Engeland. Het station is eigendom van Network Rail en wordt beheerd door Southeastern.